# Kilkenny (Minnesota)
Kilkenny – miasto w Stanach Zjednoczonych, w stanie Minnesota, w hrabstwie Le Sueur.